# 大通寺 (京都市)
大通寺（だいつうじ）は、京都府京都市南区西九条比永城町にある真言宗系単立の寺院。山号は万祥山、院号は遍照心院。

## 概要
鎌倉幕府第3代将軍源実朝の未亡人である西八条禅尼が、夫の暗殺後に京都へ戻り、真空を招いて出家し、自邸を尼寺としたことに由来する。創建時には現在の南区八条町付近にあって、南隣には貞純親王・源経基の邸宅の跡地で経基を祀った六孫王社があり、同社を寺の鎮守とした。清和源氏嫡流の祖である源経基と最後の当主である源実朝双方ゆかりの寺院であるということで、鎌倉幕府・室町幕府・江戸幕府の代々の将軍によって保護された。江戸時代には真言宗・律宗・三論宗兼学の寺院として知られ、多くの塔頭と寺領（283石）を有した。元禄期には能書家・作庭家として知られた南谷が居住した。
明治45年（1912年）、東海道本線の移設工事によって現在地に移転した。絹本著色善女竜王像・『醍醐雑事記』第9・10巻は重要文化財に指定され、源実朝木像など貴重な寺宝を多く所有している。また『十六夜日記』の阿仏尼の墓とされる「阿仏塚」も現在地に移転され、境内に現存している。